# جعرور عملاق
جعرور عملاق (الاسم العلمي: Gerrhosaurus validus) (بالإنجليزية: Giant plated lizard)‏ هو نوع من الزواحف يتبع جنس الجعرور من فصيلة الجعروريات.